# Rade Krunić
Rade Krunić (ur. 7 października 1993 w Fočy) – bośniacki piłkarz grający na pozycji pomocnika.

## Życiorys
Jest wychowankiem Sutjeski Foča. W jej seniorskim zespole grał w latach 2012–2013. 29 stycznia 2013 został zawodnikiem serbskiego FK Donji Srem. 1 sierpnia 2014 odszedł na zasadzie wolnego transferu do włoskiego Hellasu Verona. Od 1 września do 31 grudnia 2014 przebywał na wypożyczeniu w swoim poprzednim klubie. 30 stycznia 2015 został zawodnikiem Boraca Čačak. 11 lipca 2015 odszedł za darmo do włoskiego Empoli FC. W Serie A zadebiutował 4 października 2015 w wygranym 1:0 meczu z US Sassuolo Calcio. 8 lipca 2019 roku został piłkarzem A.C. Milan, a kwota transferu wyniosła 8 milionów euro.
W reprezentacji Bośni i Hercegowiny zadebiutował 3 czerwca 2016 w zremisowanym 2:2 meczu z Danią. Grał w nim od 89. minuty, gdy zastąpił Milana Đuricia.